# Nephtys ferruginea
Nephtys ferruginea är en ringmaskart som beskrevs av Hartman 1940. Nephtys ferruginea ingår i släktet Nephtys och familjen Nephtyidae. Inga underarter finns listade i Catalogue of Life.